# Campeonato Capixaba de Futebol de 1993
O Campeonato Capixaba de Futebol de 1993 foi campeonato de futebol do estado do Espírito Santo. A competição foi organizada pela Federação de Futebol do Estado do Espírito Santo e o campeão foi o Linhares Esporte Clube que garantiu vaga na Copa do Brasil de 1994.

## Premiação
| Campeonato Capixaba de 1998 |
| Linhares                    |
| --------------------------- |
| Linhares EC (1° título)     |